# Hikaru Okuizumi
Hikaru Okuizumi (奥泉 光, Okuizumi Hikaru), né le 6 février 1956 est un romancier japonais,. Son véritable nom est Yasuhiro Okuizumi.

## Biographie
Hikaru Okuizumi naît à Mikawa dans la préfecture de Yamagata et fréquente le lycée de la préfecture de Saitama avant d'étudier les humanités à l'Université chrétienne internationale de Tokyo. Il achève un cours de maîtrise à la même université, mais abandonné à mi-parcours de sa formation doctorale. En 1993, il remporte le prix Noma de littérature des nouveaux auteurs pour son roman Novalis no Inyō et le prix Akutagawa pour Les Pierres l'année suivante.
Les Pierres a été traduit en plusieurs langues dont l'anglais et le français. Okuizumi enseigne à l'université Kinki (en) depuis 1999. Il a également écrit des romans policiers.

## Liste des œuvres traduites en français
- 1992 : La Nuit où le serpent fut tué (蛇を殺す夜), roman traduit par Pascale Simon et Tomonori Okubo, Actes Sud ("Lettres japonaises"), 2002.
- 1992 : Le Poisson-chat aux trois yeux (三つ目の鯰), roman traduit par Pascale Simon, Actes Sud ("Lettres japonaises"), 2004.
- 1993 : Les Pierres (石の来歴), roman traduit par Rose-Marie Makino-Fayolle, Actes Sud ("Lettres japonaises"), 1996.

## Source de la traduction
- (en) Cet article est partiellement ou en totalité issu de l’article de Wikipédia en anglais intitulé « Hikaru Okuizumi » (voir la liste des auteurs).